# Obština Venec
Obština Venec (bulharsky Община Венец) je bulharská jednotka územní samosprávy v Šumenské oblasti. Leží ve východním Bulharsku ve vysočinách Dolnodunajské nížiny. Sídlem obštiny je ves Venec, kromě ní zahrnuje obština 12 vesnic. Žije zde přes 7 tisíc stálých obyvatel.

## Sídla
Všechna sídla v obštině jsou samosprávná.
| - Bojan - Borci - Bujnovica - Černoglavci - Dennica | - Drenci - Gabrica - Izgrev - Jasenkovo - Kapitan Petko | - Osenovec - Strachilica - Venec (sídlo správy) |

## Sousední obštiny
| Růžice kompasu | Samuil        |  | Kaolinovo | Růžice kompasu |
| Růžice kompasu | Sever         |  |           | Růžice kompasu |
| Růžice kompasu | Obština Venec |  |           | Růžice kompasu |
| Růžice kompasu | Jih           |  |           | Růžice kompasu |
| Růžice kompasu | Chitrino      |  |           | Růžice kompasu |

## Obyvatelstvo
V obštině žije 7 128 stálých obyvatel a včetně přechodně hlášených obyvatel 13 662. Podle sčítáni 1. února 2011 bylo národnostní složení následující:
- Turci: 5 707 (89.0 %)
- Romové: 506 (7.9 %)
- Bulhaři: 122 (1.9 %)
- ostatní: 76 (1.2 %)